# Schausiania acutipennis
Schausiania acutipennis är en fjärilsart som beskrevs av William Schaus 1905. Schausiania acutipennis ingår i släktet Schausiania och familjen träfjärilar. Inga underarter finns listade i Catalogue of Life.